# Ingvild Stensland
Ingvild Stensland (Farsund, 1981. augusztus 3. –) norvég női válogatott labdarúgó.

## Pályafutása
Stensland a Norvégia déli partjainál fekvő Farsundban született. A településsel határos Lyngdal csapatánál kezdett focizni, ahol édesapja keze alatt dolgozott nővérével együtt.
17 évesen került Kristiansandba, ahol az FK Donnál egy szezont töltött el, majd az Athene Moss ajánlatát elfogadva debütálhatott a Toppserienben. A 2000-es bajnokságban ötödik helyet szerezte meg a mossiakkal, azonban egy évre rá búcsúzni kényszerültek az első osztálytól.
A következő idény nyitánya előtt a Kolbotn kínált számára lehetőséget, így a fővárosba tette át székhelyét és fontos szerepet vállalt a Kolbotn történetének első bajnoki címében. 2003-ban az ezüstérmet érő második helyen, 2004-ben pedig ötödikként abszolválta a pontvadászat küzdelmeit. A 2005-ös és a 2006-os idényben is bajnokként végeztek, majd egy ezüstéremmel (2007) távozott a Damallsvenskanban érdekelt Kopparbergs/Göteborg keretéhez, akikkel a bajnoki negyedik helynél nem sikerült előrébb jutniuk, viszont egy kupagyőzelemmel gazdagodott.
Az Olympique Lyon már régóta figyelte játékát és a 2009-es szezon végeztével magukhoz csábították. A francia csapatnál két bajnoki címmel bővült trófeáinak száma.
2011-ben visszatért Göteborgba, de hat mérkőzés után hazatért és a Stabæk szolgálatába állt. A kékekkel 2013-ban bajnokságot nyertek, emellett két kupagyőzelmet és két bajnoki ezüstöt is magáénak tudhat.
Az Avaldsnes elleni bajnoki mérkőzésen fejezte be pályafutását.

### A válogatottban
2003. január 23-án az Egyesült Államok ellen mutatkozhatott be a nemzeti válogatottban.
Részt vett a 2007-es és a 2011-es világbajnokságon, a 2005-ös és a 2013-as Európa-bajnokságon ezüstérmet szerzett csapatával, valamint a 2008-as olimpián is képviselte hazáját.
13 év után Wales ellen búcsúzott a válogatottól, ahol 144 mérkőzésen 10 alkalommal volt eredményes.

## Sikerei

### Klubcsapatokban
Norvég bajnok (4):
- Kolbotn (3): 2002, 2005, 2006
- Stabæk (1): 2013

 Norvég kupagyőztes (3):
- Kolbotn (1): 2007
- Stabæk (2): 2012, 2013

 Francia bajnok (2):
- Olympique Lyon (2): 2009–10, 2010–11

 Svéd kupagyőztes (1):
- Kopparbergs/Göteborg (1): 2011

### A válogatottban
Norvégia
- Európa-bajnoki ezüstérmes (2): 2005, 2013
- Algarve-kupa ezüstérmes (1): 2004
- Algarve-kupa bronzérmes (3): 2003, 2008, 2013